# Fokas Evangelinos
Fokas Evangelinos (Mesolongi; 1963) es un bailarín griego, coreógrafo y director artístico de televisión, cine, obras de teatro y videoclips. Es conocido por crear las puestas en escena del Festival de Eurovisión.

## Reseña biográfica
Fokas Evangelinos nació en Mesolongi en 1963. Comenzó sus estudios en la escuela de danza de Kiki Maniati y en 1989 se graduó de la escuela estatal de arte orquestal en Atenas, donde fue enseñado por maestros eminentes como Dora Tsatsos, Zouzou Nikoloudis y John Metsis.
Ha trabajado como bailarín con muchos grupos de baile. En 1987 participó en la comedia de Aristófanes Ornithes, dirigida por G. Lazanis y la musicóloga Hadjidakis, en el teatro antiguo de Filipos, Delphi y en el teatro Atticus Odeon. Comenzó su propia carrera como coreógrafo en 1991. En 1996 fundó su propia escuela de danza en Atenas, llamada Kypselis 5A. Es miembro acreditado de la Sociedad Imperial de Profesores de Danza. Cada dos años dirige y coreografía actuaciones de danza con la participación de estudiantes de escuela. Todos los beneficios se destinan a obras benéficas. Desde 2002 ha estado enseñando danza contemporánea en la escuela de drama del teatro nacional griego.
En 2005 fue galardonado como coreógrafo con el premio de coreografía "Koula Pratsika" por el centro de investigación y estudio de teatro griego por la antigua comedia de Aristófanes Lysistrata, dirigida por K. Tsianos y Pia Eleni, interpretada en el Teatro nacional de Grecia.
Ha dirigido y coreografiado obras teatrales en el Teatro Nacional de Grecia, en el Festival de Atenas y Epidavrus, en la ópera nacional griega y en otros teatros. También ha dirigido películas, programas de televisión, espectáculos de premios de música, grupos de baile, series de televisión, videoclips, conciertos y eventos internacionales como el Festival de Eurovisión.

## Galardones
Premio de coreografía "Koula Pratsika" (2005)

## Eurovisión
Fokas Evangelinos ha participado numerosas veces como coreógrafo de distintos países en el Festival de Eurovisión con las siguientes posiciones en la final de cada año.
2019, posición 22 para España y Miki Núñez con la canción «La venda»
2019, 3.ª posición para Rusia y Sergey Lazarev con la canción «Scream»
2016, 3.ª posición para Rusia y Sergey Lazarev con la canción «You're the only one»

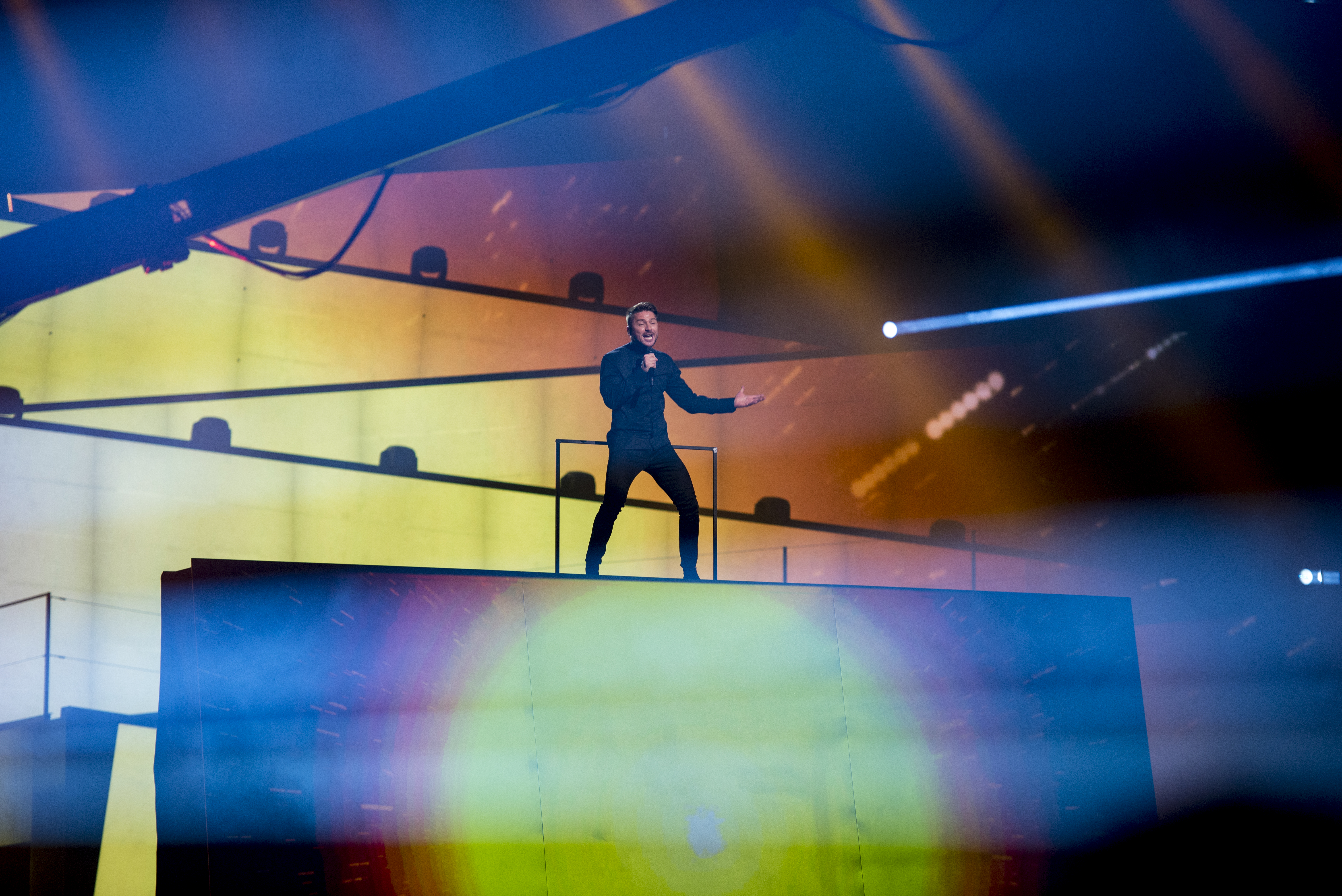
Rusia en Eurovisión 2016

2014, 7.ª posición para Rusia y las gemelas Tolmachevy con «Shine»
 

2013, 2.ª posición para Azerbaiyán y Farid Mammadov con la canción «Hold me» 

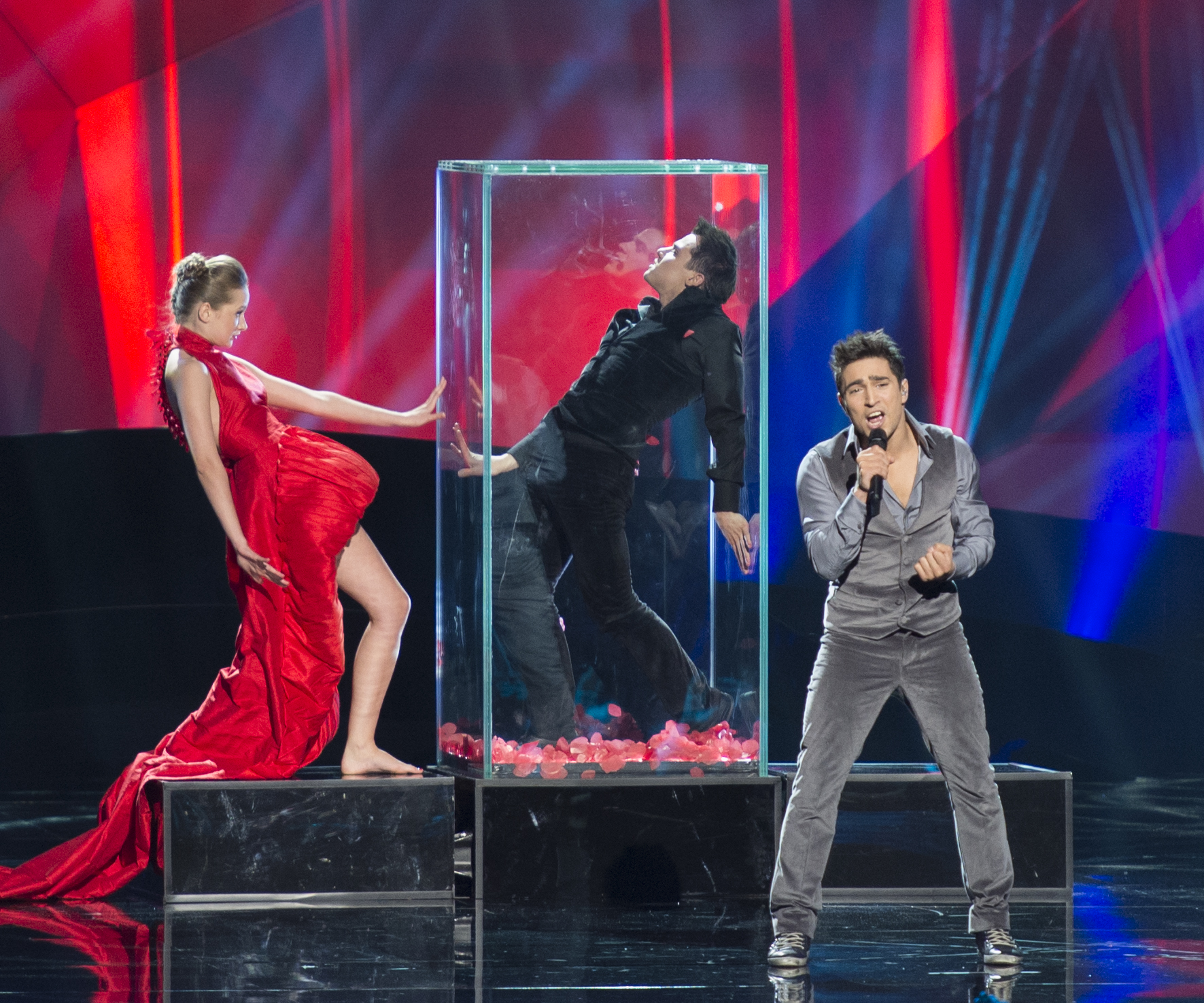
Azerbaiyán en Eurovisión 2013

2009, 7.ª posición para Grecia y Sakis Rouvas con la canción «This is our night»
2008, 1.er posición para Rusia y Dima Bilan con la canción "Believe"
2008, 2.ª posición para Ucrania y Annie Lorak con la canción "Shady Lady"
2007, 6.ª posición para Bielorrusia y Dmitry Koldun con la canción «Work your magic»
2006, 2.ª posición para Rusia y Dima Bilan  con la canción «Never let you go»
2006, director creativo del Festival de Eurovisión celebrado en Grecia
2005, 1.ª posición para Grecia y Helena Paparizou con la canción «My number one»
2004, 3.ª posición para Grecia y Sakis Rouvas con la canción «Shake it»
También ha dirigido y coreografiado varias de las finales para la selección de la participación griega para el Festival de la canción de Eurovisión en la ERT.

## Televisión
Fokas Evangelinos Ha trabajado en diferentes programas de televisión.
2014, MAD Video Music Awards '14 by Airfasttickets: Happy Music Nation (Especial de televisión) (coreografía y director de escenario)
2013, MadWalk by Coca-Cola Light: The Fashion Music Project (Película de televisión) (director de escenario)
2010, MAD V1deo Music Aw@rds 2010 (Especial de televisión) (coreografía y director de escenario)
2009, O megalos telikos - Epilogi ellinikou tragoudiou (Especial de televisión) (coreografía)
2008, Magiremata (Serie de televisión) (coreografía)
2008, Steps (Serie de televisión) (coreografía)
2001, To klama vgike ap' ton Paradeiso (coreografía), 
1992, Ciao Antenna (Serie de televisión) (coreógrafo)